# Jan Victors
Jan Victors (* 13. Juni 1619 in Amsterdam; † Dezember 1679 in Niederländisch-Indien, heute: Indonesien) war ein niederländischer Maler und Zeichner, der sich vor allem mit Historien- und Porträtmalerei befasste.

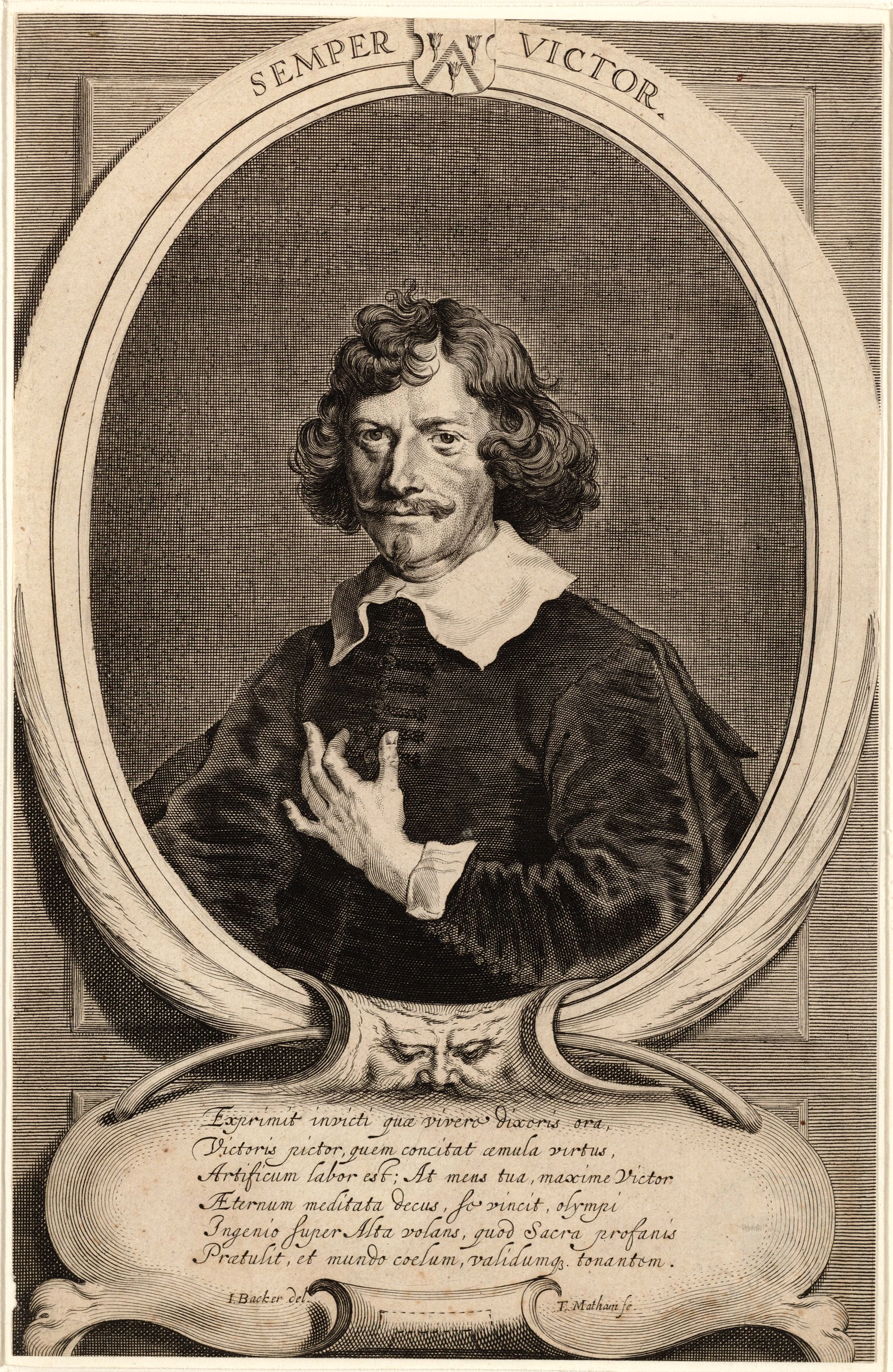
Jan Victors (1619–1679),
Kupferstich aus dem Jahr 1642 von Jacob Adriaensz. Backer

## Leben
Sein Schaffen fiel in die Epoche des sogenannten Goldenen Zeitalters, als die gerade gegründete Republik der Sieben Vereinigten Niederlande eine politische, wirtschaftliche und künstlerische Blütezeit erlebte.
Im Allgemeinen wird angenommen, dass Jan Victors in der zweiten Hälfte des Jahres 1630 ein Schüler Rembrandts gewesen sei. Allerdings sind keine gesicherten Nachweise aus dem 17. Jahrhundert überliefert, die einen Aufenthalt in Rembrandts Werkstatt belegen.
Infolge des Rampjaars, des Katastrophenjahres 1672, verpflichtete sich Jan Victors 1676 bei der Niederländischen Ostindien-Kompanie als „Krankentröster“ in den Kolonien auf Indonesien. Er starb kurz nach der Ankunft im Dezember desselben Jahres.

## Werke

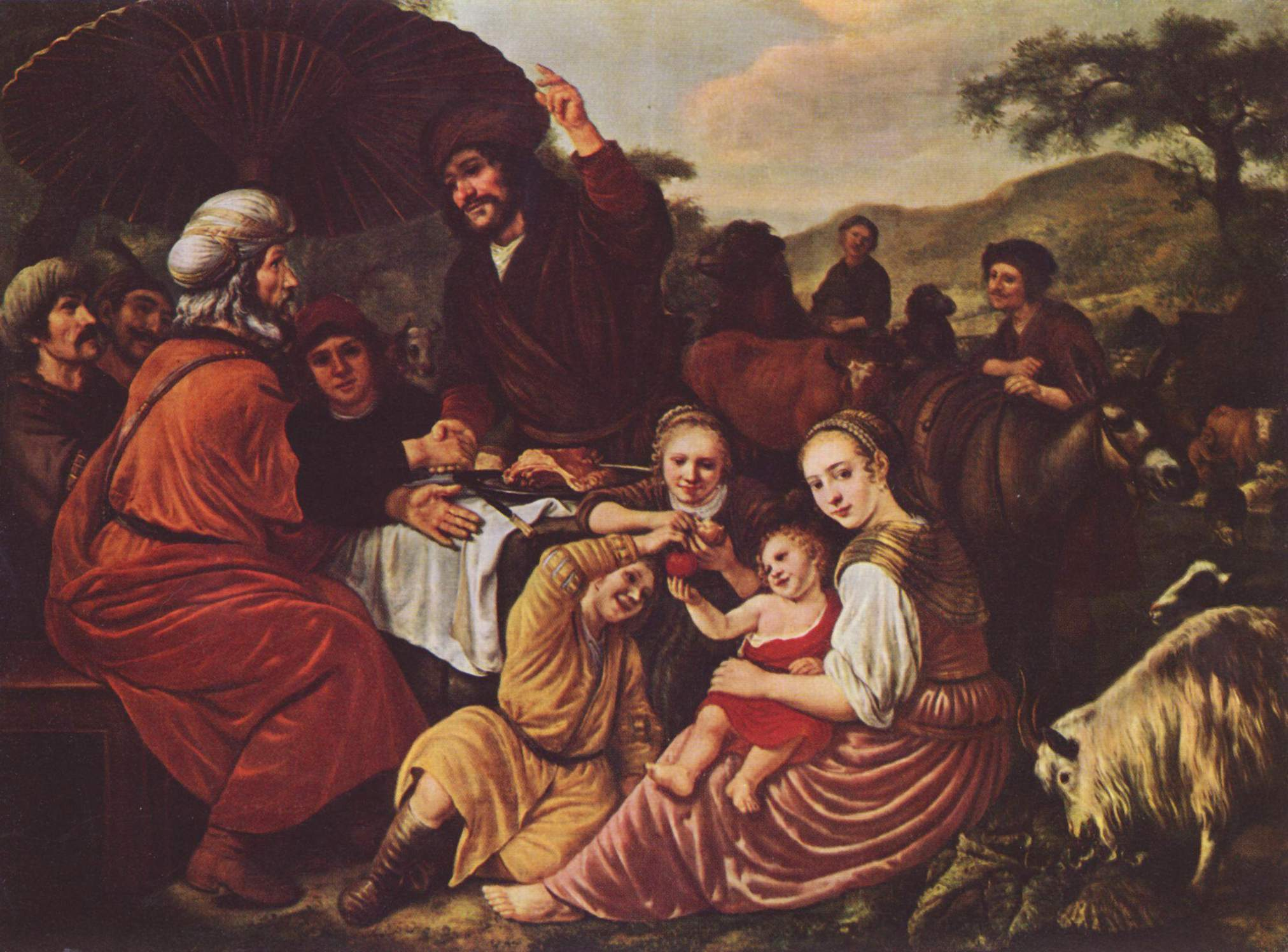
Moses’ Abschied von Jethro, um 1635, Szépművészeti Múzeum, Budapest
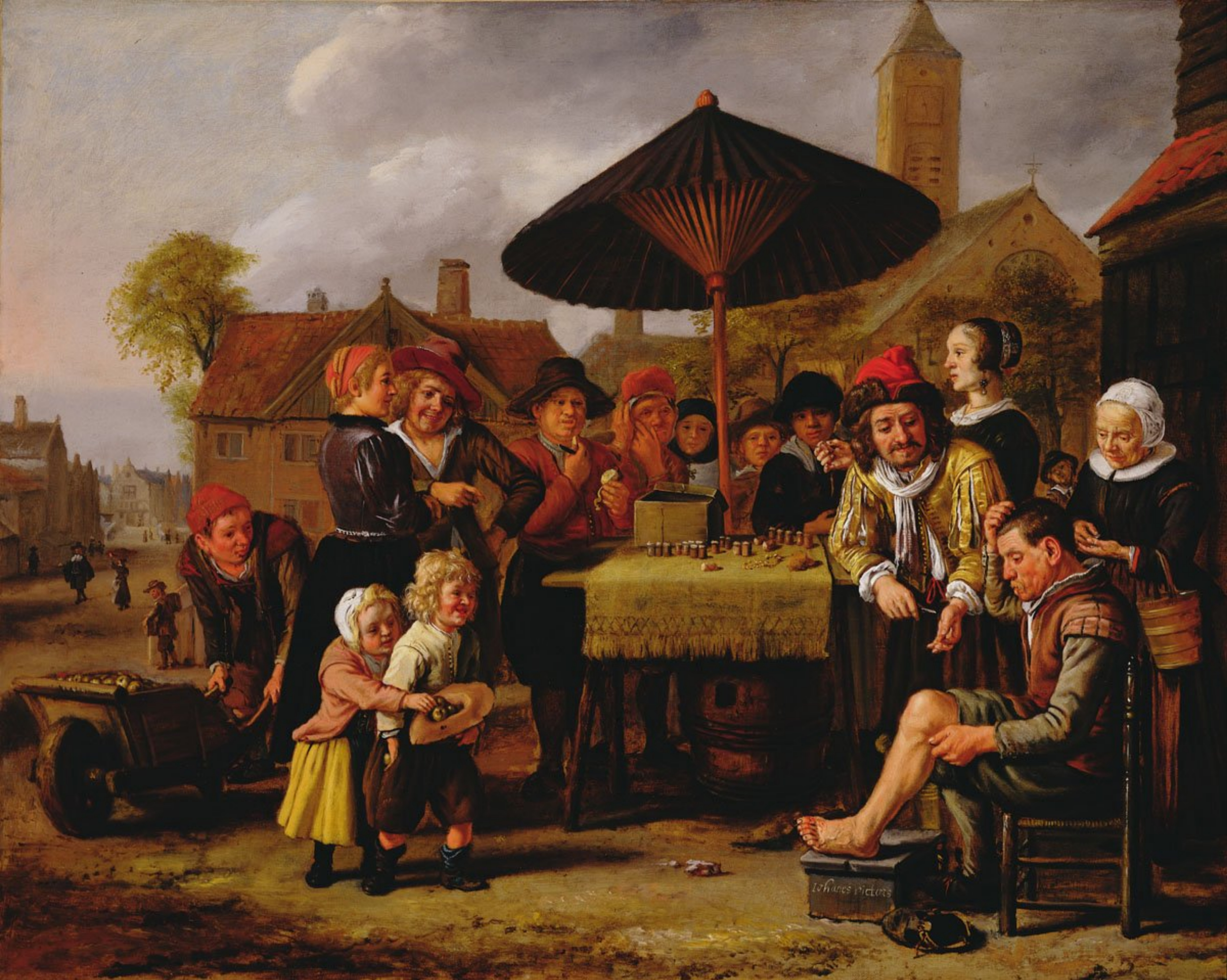
Quacksalber auf dem Markt, um 1635, Szépművészeti Múzeum, Budapest
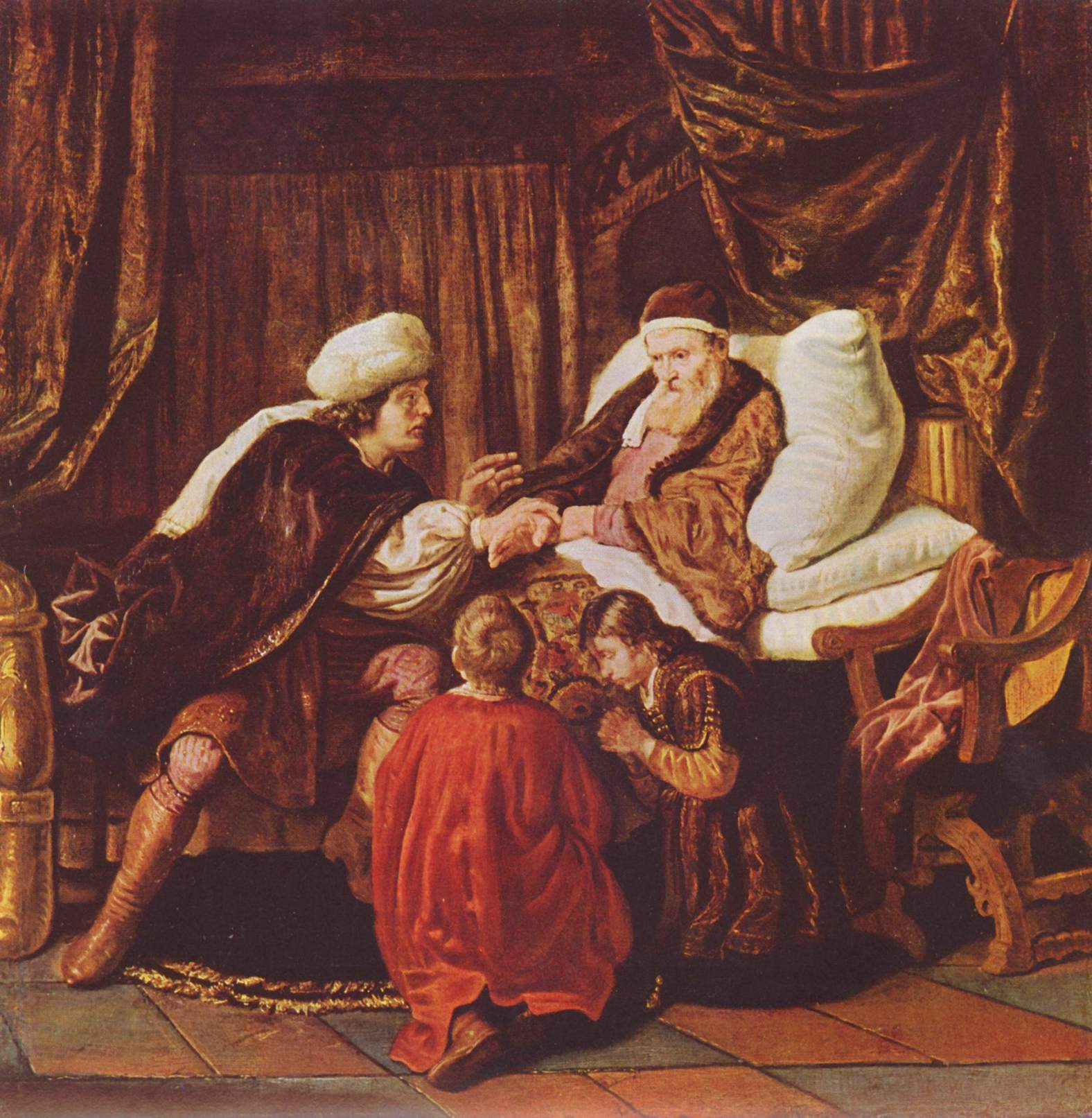
Jakob segnet die Söhne Joseph, um 1635, Szépművészeti Múzeum, Budapest
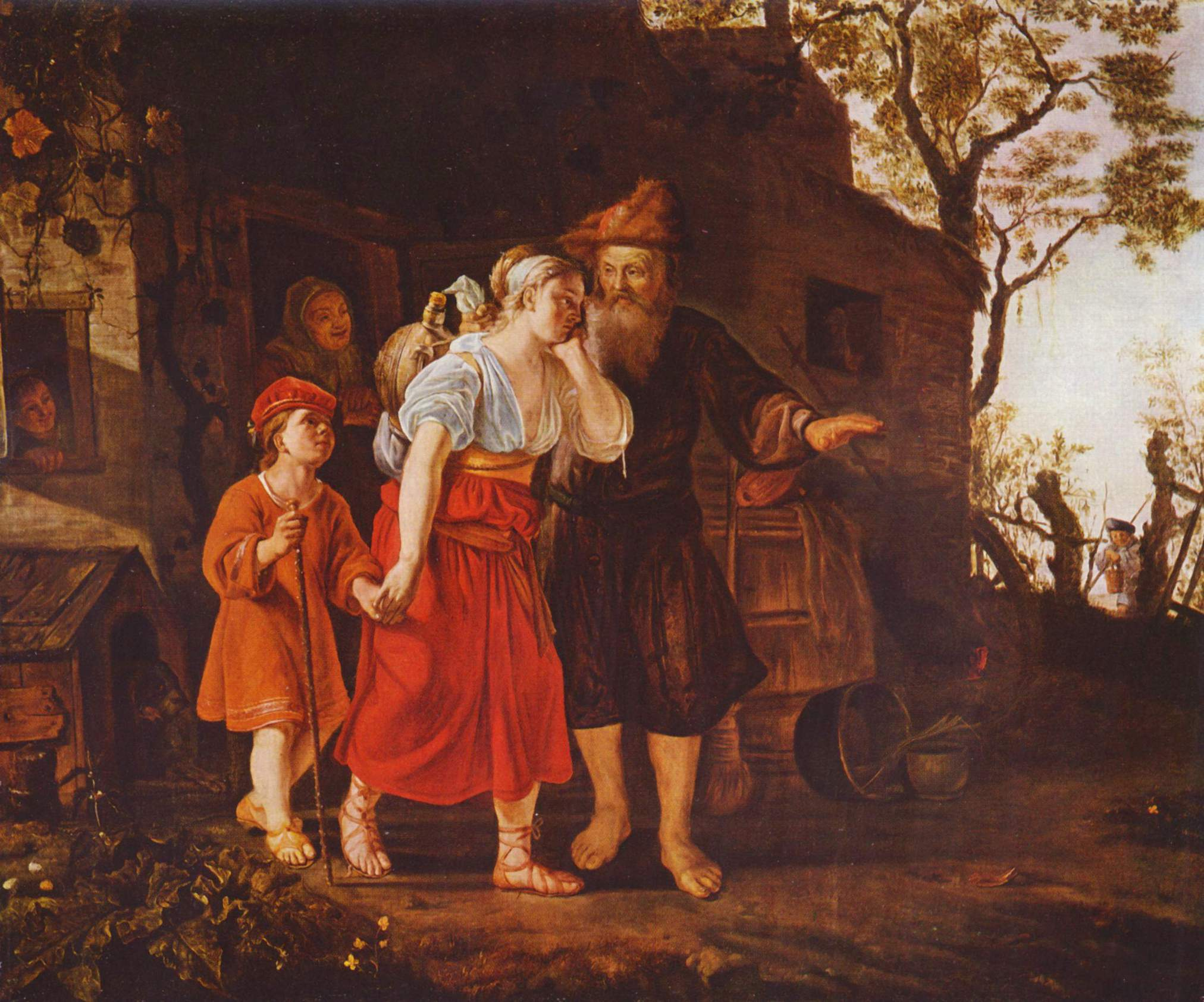
Die Vertreibung Hagars, um 1635, Szépművészeti Múzeum, Budapest
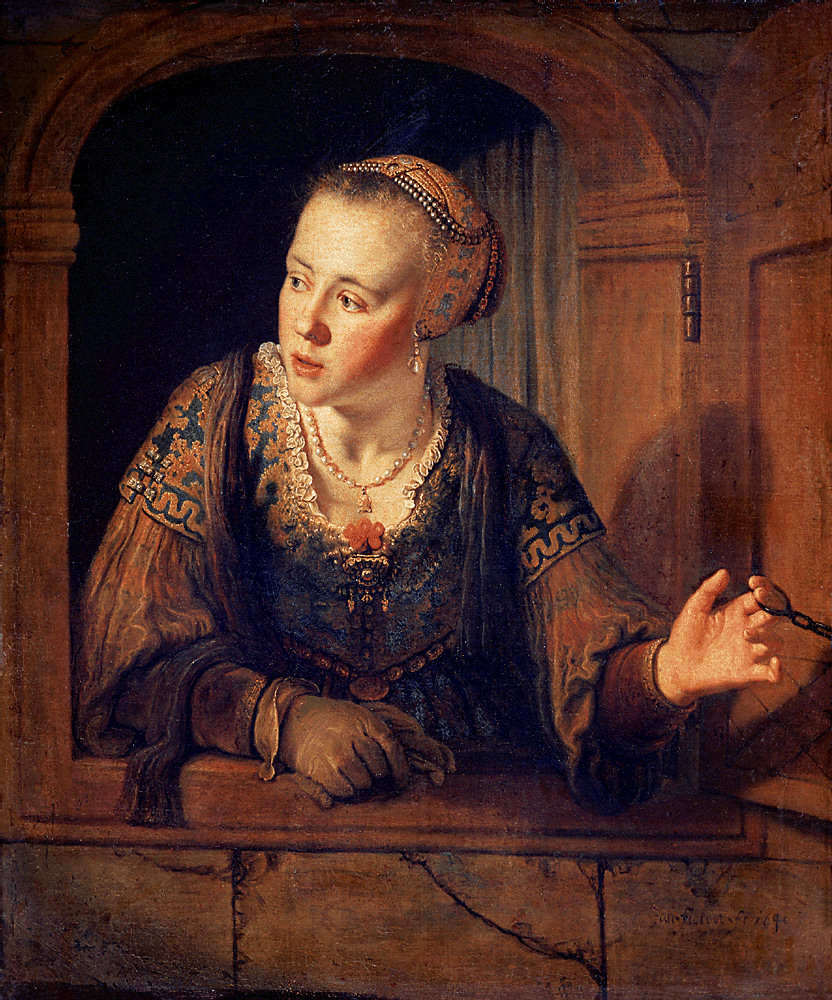
Junge Frau am Fenster, 1640 Louvre, Paris
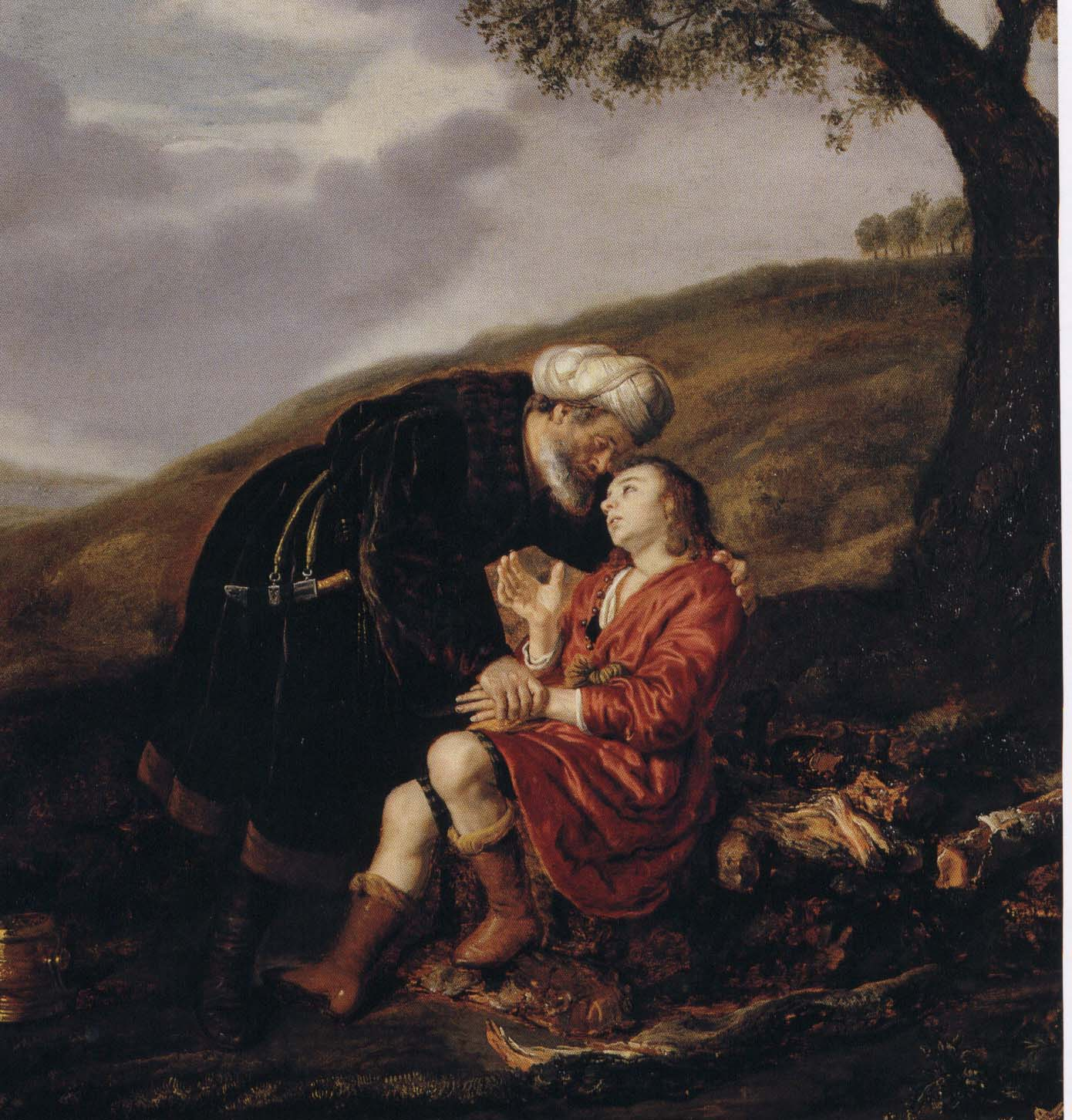
Abraham und Isaac, 1642, Tel Aviv Museum of Art
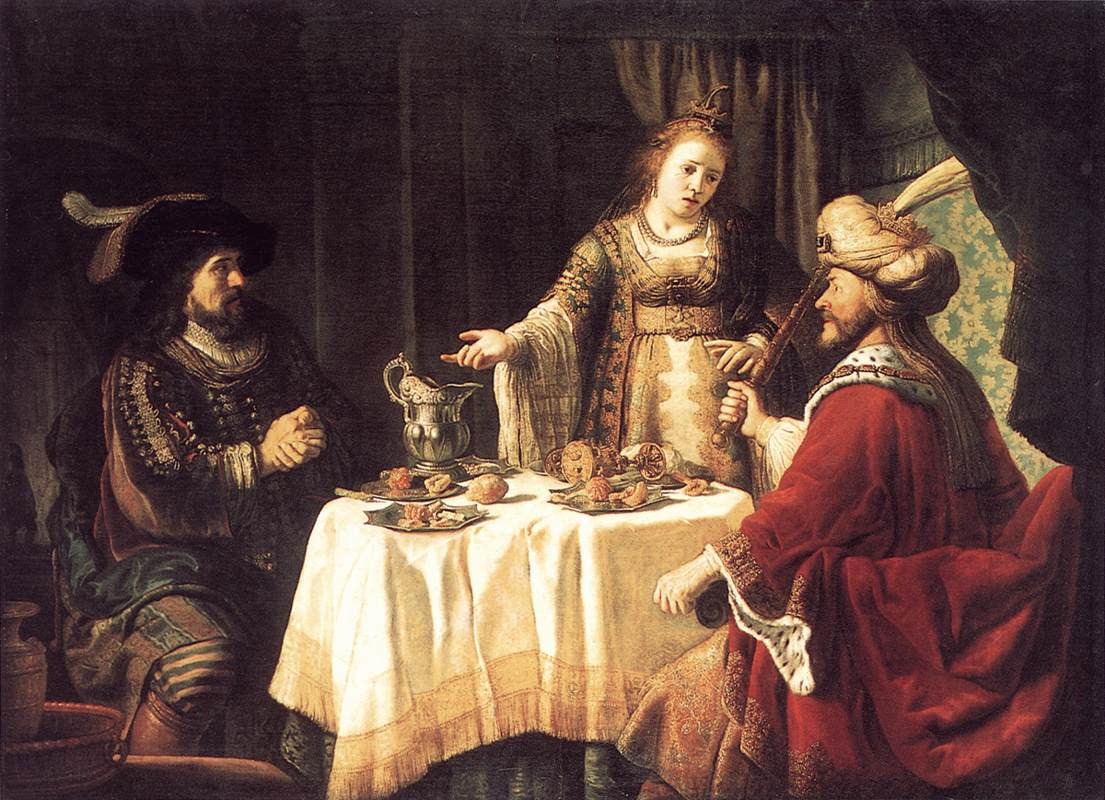
Das Gastmahl der Es652, Privatsammlung ther, um 1645, Gemäldegalerie Alte Meister, Kassel
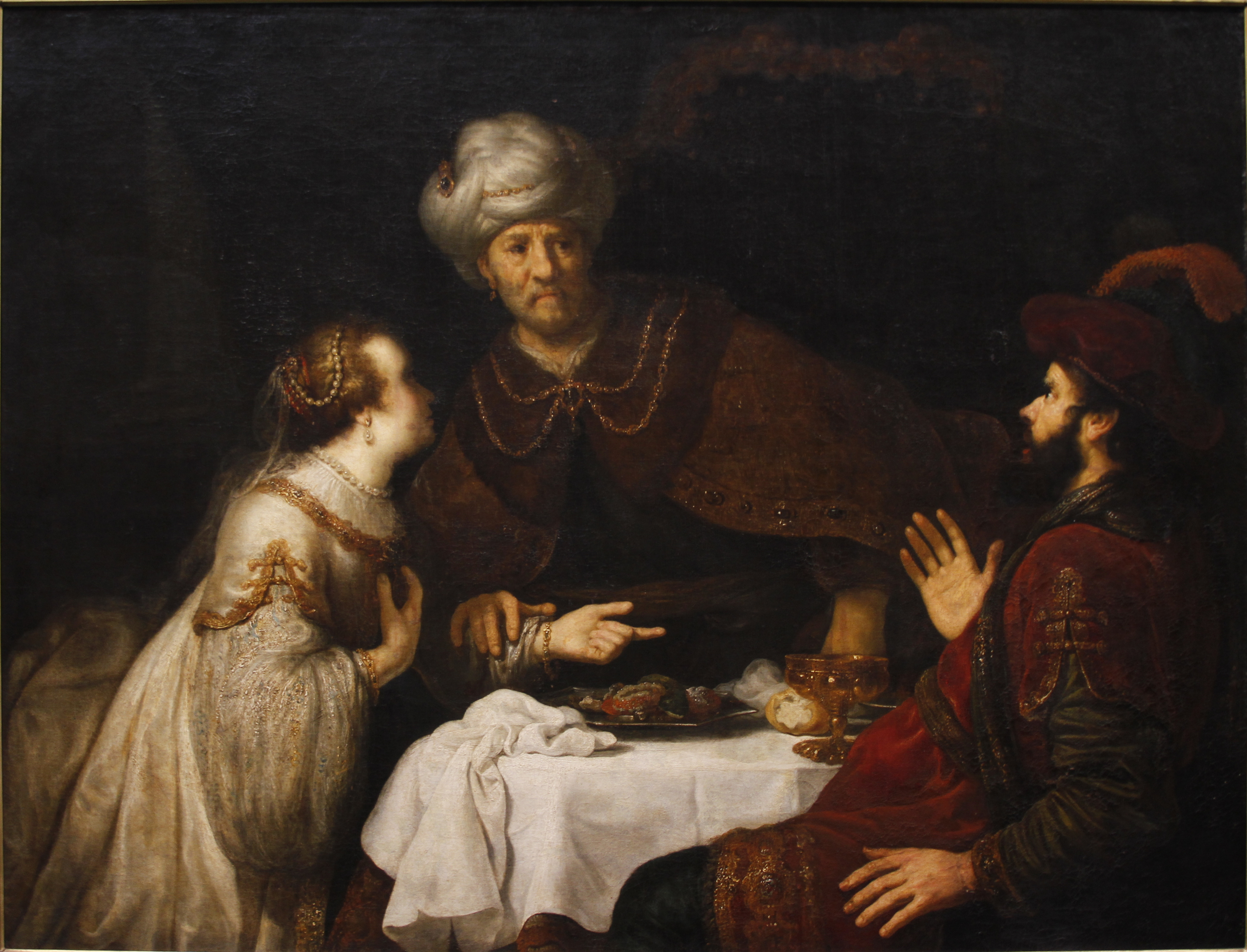
Esther und Haman vor Ahasver, um 1635/40, Wallraf-Richartz-Museum, Köln
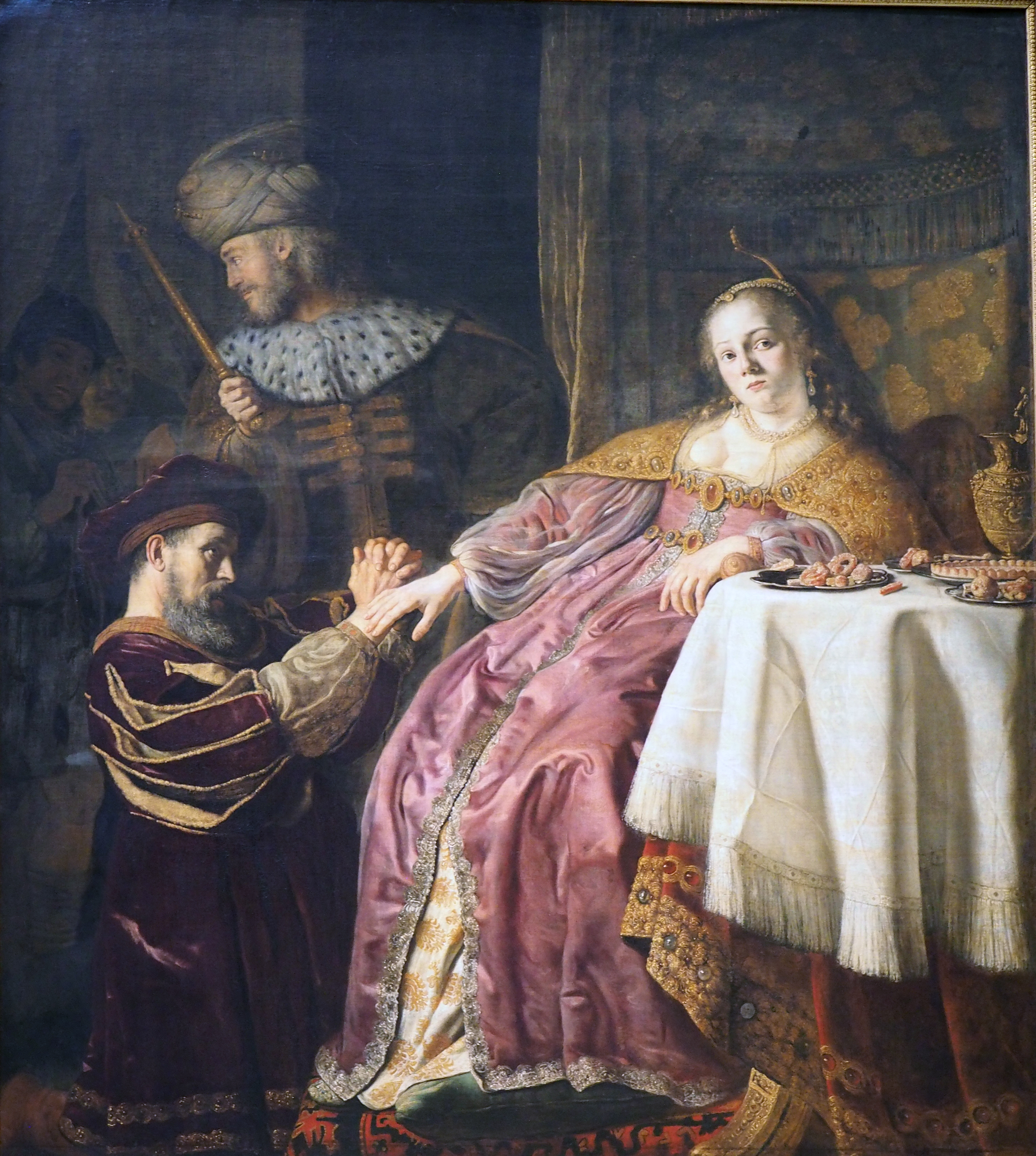
Esther und Haman 1642, Herzog Anton Ulrich-Museum Braunschweig
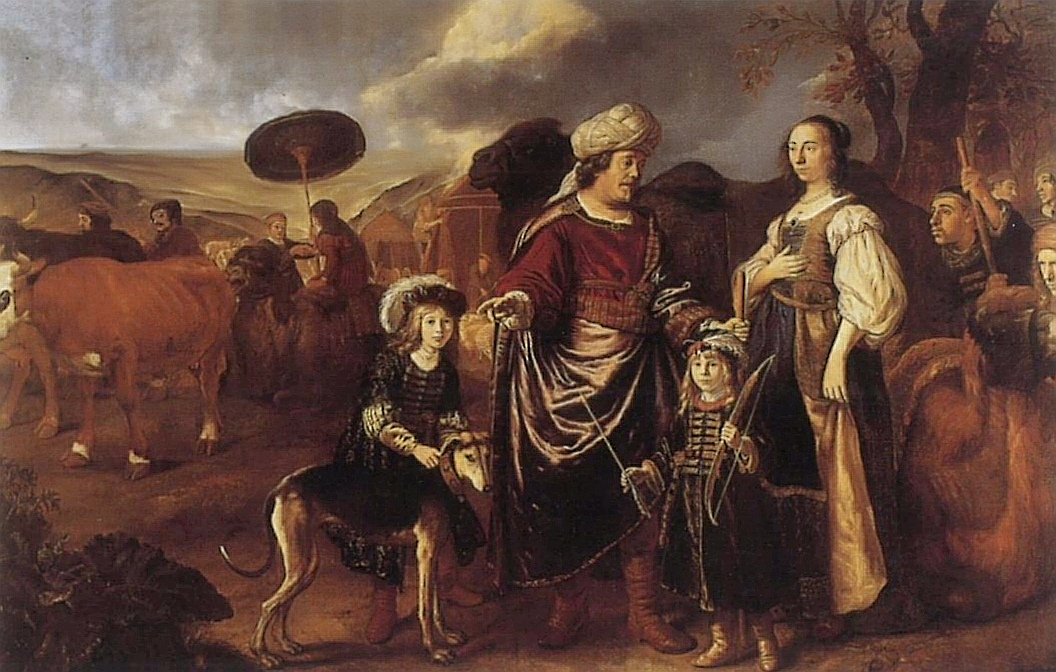
Cornelis de Graeff als Isaak mit seiner Frau Catharina Hooft als Rebecca mit ihren Söhnen Pieter und Jacob als Jacob und Esau